# Слите
Слите (на шведски: Slite) е малък град в югоизточна Швеция, лен Готланд, община Готланд. Разположен е на източния бряг на едноименния остров Готланд. Има пристанище на Балтийско море. В миналото е имал жп гара. В продължение на дълги години, градът е важен търговски център. В днешни дни, важен източник на доходи е туризма. Добива се камък и чакъл, произвежда се цимент от суровините от близките кариери. Населението на града е 1483 жители по данни от преброяването през 2010 г.